# Mani Valeri Volús Màxim
Mani Valeri Volús Màxim (llatí: Manius Valerius Volusus Maximus) va ser el primer membre de la gens Valèria que va portar el cognom Màxim.
Era germà de Publi Valeri Poplícola. Aquest Mani Valeri (que potser era la mateixa persona que Marc Valeri Volús), l'any 494 aC va ser elegit dictador durant les lluites polítiques entre els patricis i els nexis (deutors). Valeri va ser popular entre la plebs i molts plebeus es van allistar per lluitar contra els eques i els sabins amb la promesa d'alleujar la situació dels deutors en acabar la guerra. Els sabins van ser derrotats, però com que no va poder complir la seva promesa, va deixar el càrrec de dictador. Els plebeus el van considerar un home honorable.